# Kratonohy
Kratonohy (en allemand : Kratenau) est une commune du district de Hradec Králové, dans la région de Hradec Králové, en République tchèque. Sa population s'élevait à 615 habitants en 2022.

## Géographie
Kratonohy se trouve à 11 km à l'est-nord-est de Chlumec nad Cidlinou, à 17 km à l'ouest-sud-ouest de Hradec Králové et à 85 km à l'est-nord-est de Prague.
La commune est limitée par Boharyně et Puchlovice au nord, par Roudnice et Dobřenice à l'est, par Pravy et Kasalice au sud, et par Chýšť, Obědovice et Kosičky à l'ouest.

## Histoire
La première mention écrite de la localité date de 1316.

## Administration
La commune se compose de deux sections :
- Kratonohy
- Michnovka

## Galerie

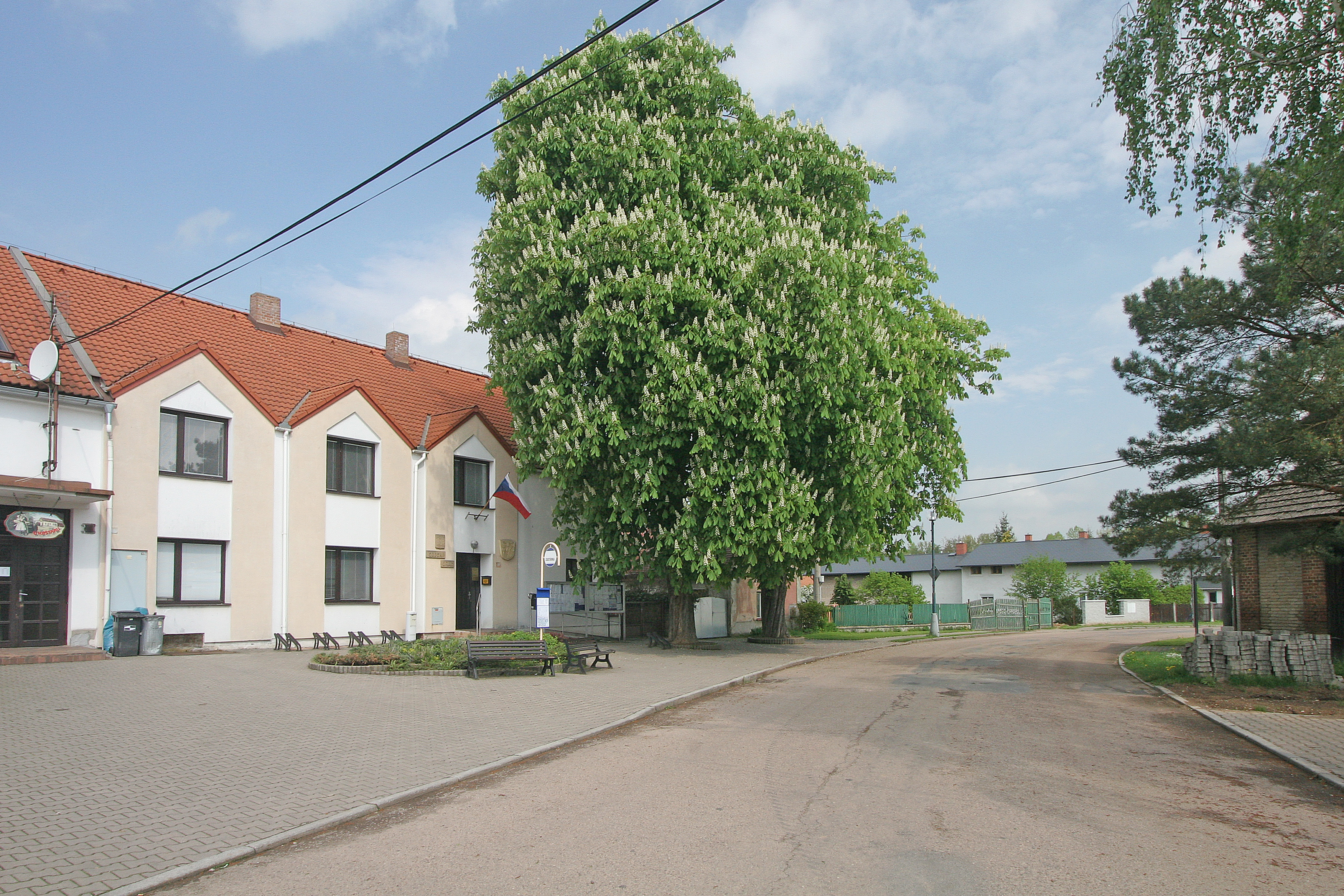
Kratonohy : la mairie.
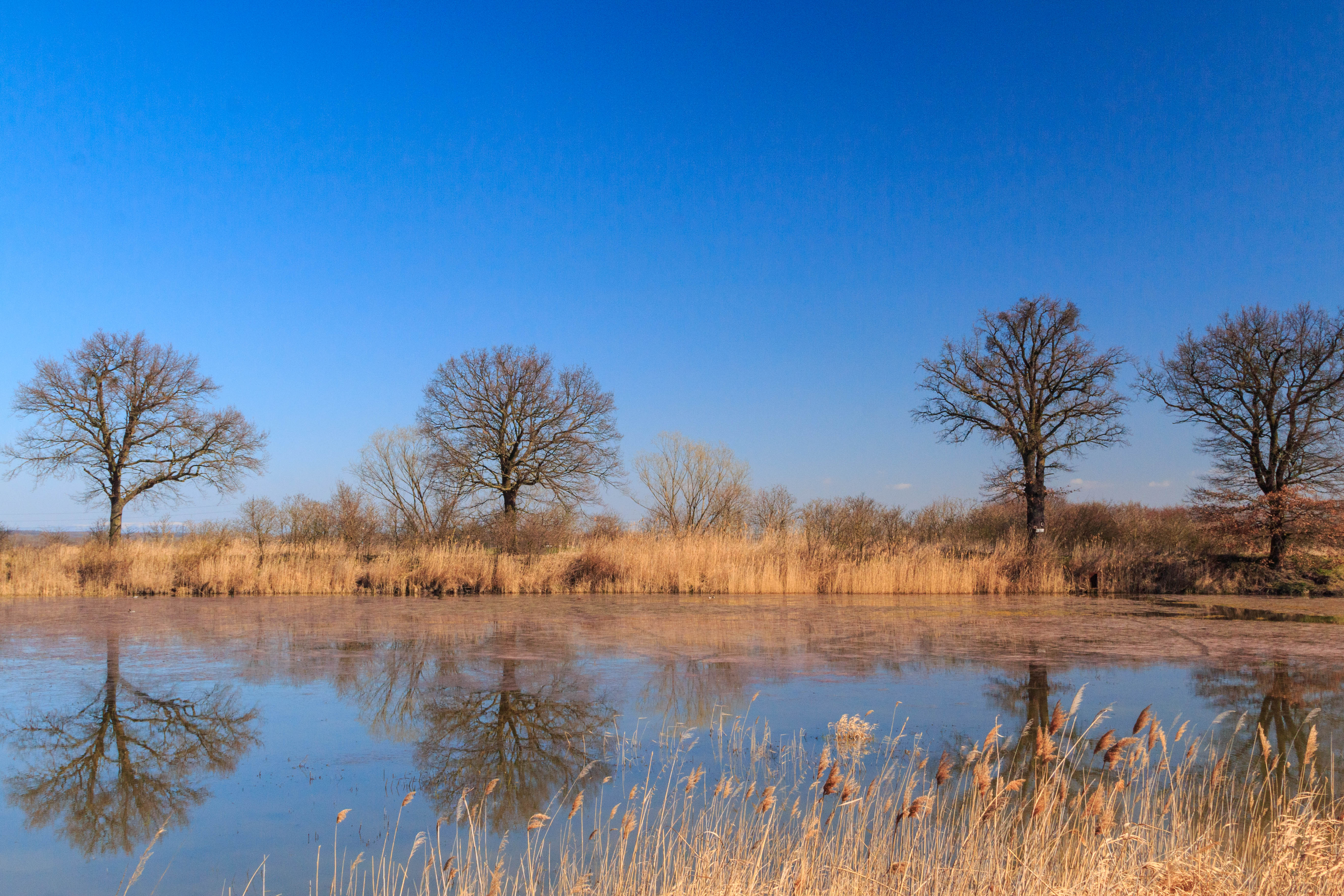
Étang à Michnovka.

## Transports
Par la route, Kratonohy se trouve à 11 km de Chlumec nad Cidlinou, à 19 km de Hradec Králové, à 25 km de Pardubice  et à 100 km de Prague. 